# زاغه‌های بورلی هیلز
زاغه‌های بورلی هیلز یا زاغه‌نشینی از بورلی هیلز (به انگلیسی: Slums of Beverly Hills) فیلمی محصول سال ۱۹۹۸ و به کارگردانی تامارا جنکینس است. در این فیلم بازیگرانی همچون آلن آرکین، مریسا تومی، ناتاشا لیون، کوین کوریگان، جسیکا والتر، ریتا مورنو، دیوید کرامهولتز، الی مارینتهال، کارل راینر و مینا سوواری ایفای نقش کرده‌اند.